# Lepel
Lepel (rusky i bělorusky Ле́пель) je město ve Vitebské oblasti v Bělorusku, správní středisko Lepelského rajónu. 1. 1. 2024 v něm žilo 17 106 obyvatel.

## Poloha a doprava
Lepel leží na řece Ule na jižním břehu Lepelského jezera. Od Vitebsku, správního střediska oblasti, je vzdálen přibližně 115 kilometrů západně a od Minsku, hlavního města státu, přibližně 155 kilometrů severovýchodně.
V Lepelu končí železniční trať z Orši. Od jihu k severu přes město prochází dálnice M3 z Minsku do Vitebsku.